# Freirático
Freirático é um termo surgido em Portugal no século XVII, usado para descrever aqueles que nutriam um amor, mais ou menos platónico, por religiosas, ou freiras, correspondendo frequentemente a um tipo.
O termo floresceu no tempo de D. João V de Portugal, documentando-se em alvarás entre 1653 e 1744. Foi precisamente D. João V, ele próprio reputado freirático, e alcunhado do "galo de Odivelas e de Via Longa", pelas visitas que fazia às freiras desses conventos, que se tornou o seu principal perseguidor. Numa rusga geral aos freiráticos, feita em 1742 pelos corregedores dos bairros, foram presos mais de oitenta "entre eles pessoas de qualidade", segundo o Folheto de Lisboa. Em 1744, o rei manda chamar o Geral de Alcobaça, recomendando-lhe a reforma dos mosteiros de bernardas e a perseguição universal a todos os freiráticos que os frequentavam, sendo ordenada uma devassa.
O termo refere-se ainda a um tipo de poesia da sátira baiana, e à figura central desses poemas, o estereótipo da persona freirática, geralmente descrito como "um velho desagradável ou maledicente, um bufão que se dirige à freira com ameaças, agressões e insultos".